# Jan Chwalibóg
Jan Chwalibóg (ur. 28 listopada 1895 w Kasinie Wielkiej, zm. 4 marca 1954 w Krakowie) – rotmistrz Wojska Polskiego, kawaler Orderu Virtuti Militari. 

## Życiorys
Urodził się w Kasinie Wielkiej, w rodzinie Andrzeja i Celiny . 14 sierpnia 1914 został wcielony do 2 szwadronu ułanów, który był przydzielony II Brygady Legionów Polskich. Wziął udział w kampanii karpackiej i bukowińskiej. W czasie szarży pod Rokitną służył w II plutonie. 1 kwietnia 1917 został awansowany do stopnia chorążego taborów, służył w Komendzie Taborów.
Po odzyskaniu niepodległości Jan Chwalibóg wstąpił do Wojska Polskiego. Walczył w wojnie polsko-bolszewickiej. Został zweryfikowany do stopnia rotmistrza ze starszeństwem z dniem 1 czerwca 1919 roku. Służył jako dowódca 2 szwadronu 2 pułku szwoleżerów Rokitniańskich. W 1923 przeszedł do rezerwy. W 1934 pozostawał w ewidencji Powiatowej Komendy Uzupełnień Wadowice. Jako rotmistrz pospolitego ruszenia posiadał przydział do Oficerskiej Kadry Okręgowej Nr V. Był wówczas „przewidziany do użycia w czasie wojny”. Zmarł 4 marca 1954 w Krakowie. Został pochowany na cmentarzu Rakowickim.

## Ordery i odznaczenia
- Krzyż Srebrny Orderu Wojskowego Virtuti Militari nr 5458 - 17 maja 1922 roku[4]